# Greg Lake
Gregory Stuart „Greg“ Lake (10. listopadu 1947 Poole, Anglie – 7. prosince 2016 Londýn) byl britský hudebník, zpěvák, producent a skladatel, zakládající člen skupin King Crimson a Emerson, Lake & Palmer.

## Biografie

### 60. léta: The Gods a King Crimson
Greg Lake se zajímal o hudbu již od mládí. Největší hit skupiny Emerson, Lake & Palmer „Lucky Man“ napsal když ještě chodil do školy. V roce 1968 byl Lake členem skupiny, která se jmenovala The Gods. V této skupině byli někteří pozdější členové skupiny Uriah Heep. Lake opustil skupinu v létě 1968, ještě než vydali své debutové album.
Lake odešel, aby s Robertem Frippem, starým přítelem ze školy, založil skupinu King Crimson. Protože Fripp i Lake byli původně oba kytaristé, Lake začal hrát na baskytaru.
Na prvním albu skupiny King Crimson In the Court of the Crimson King Lake účinkoval jako skladatel a zpěvák. Album mělo být původně produkováno producentem Tony Clarkem, který pak byl producentem pro The Moody Blues. Po pár prvních dnech Clarke odešel, protože nemohl pochopit, co se to skupina pokouší vytvořit. Lake se ujal role producenta, ačkoliv na albu je jako producent uvedena celá skupina.
King Crimson se vydali na turné po Severní Americe se skupinou The Nice, pro kterou to bylo „rozlučkové“ turné. V dubnu 1970, po tomto turné Lake opustil King Crimson a společně s klávesistou Keithem Emersonem z The Nice a bubeníkem Carl Palmerem z Atomic Rooster založili trio Emerson, Lake & Palmer. I přes svůj oficiální odchod od King Crimson souhlasil Lake s tím, že jim pomůže dokončit druhé album King Crimson In the Wake of Poseidon.

### 70. léta: Emerson, Lake & Palmer
ELP měli v sedmdesátých letech ohromné úspěchy (prodali přes 30 miliónů alb) a měli výrazný podíl na vývoji progresivního rocku. Lake přispěl do repertoáru ELP mnoha písničkami, ale nejvýraznějšími byly soulově laděné kytarovky „C'est la vie“ (Works Volume I), „Still… You Turn Me On“ (Brain Salad Surgery) a "The Sage" („Pictures at an Exhibition“). Lake se stal populárním též po vydání singlu „I Believe in Father Christmas“ v roce 1975, který byl později přidán na ELP album Works Volume II.
V roce 1973 Lake založil značku Manticore a podepsal smlouvy s některými velmi talentovanými umělci jako byli italští Premiata Forneria Marconi a Banco del Mutuo Soccorso či textař King Crimson a Emerson, Lake & Palmer Peter Sinfield.

### 80. léta: Asia a sólová kariéra
Po zrušení skupiny ELP, Lake v roce 1983 jezdil po turné se skupinou Asia jako dočasná náhrada za Johna Wettona a vydal dvě sólová alba Greg Lake (1981) a Manoeuvres (1983), obě za účasti ex-Thin Lizzy kytaristy Gary Moorea. V roce 1986 společně s Emersonem a Cozy Powellem vydali album Emerson, Lake and Powell, což bylo jakési znovusjednocení ELP s Powellem nahrazujícího Palmera, který pak hrál na bicí se skupinou Asia.

### 90. léta: Znovu Emerson, Lake & Palmer
Emerson, Lake & Palmer se znovu sešli začátkem roku 1990 a s progressive rockovým repertoárem objížděli zejména letní koncerty a vydali dvě studiová alba. V roce 1998 zavládla mezi členy ELP špatná nálada a Lake skupinu opustil.

### 2000: Současná tvorba a Greg Lake Band
Keith Emerson ve svých memoárech „Pictures of an Exhibitionist“ (Obrázky exhibicionisty) z roku 2004, podává nelichotivý obrázek Grega Lakea. Ten na to zareagoval prohlášením, že už nikdy nebude s ELP vystupovat. Od té doby nebyl na hudební scéně moc vidět, zvláště když cestoval v roce 2001 s Ringo Starrem jako člen All-Starr Band. Koncem roku 2003 hrál baskytaru v písni „Real Good Looking Boy“ skupiny The Who.
22. října 2005 začal Lake koncertní turné se svou úplně novou skupinou „Greg Lake Band“, která se dočkala pozitivních ohlasů. Ve skupině hráli David Arch na klávesy, Florian Opahle na kytaru, Trevor Barry baskytaru a Brett Morgan na bicí. Firma Warner Bros/Classic Pictures vydala začátkem roku 2006 dvojalbum, na kterém byl Greg Lake v plné formě, jeho hlas byl hlubší a hlasitější než kdy předtím. Skupina Greg Lake Band se měla zúčastnit turné v září 2006, to ale bylo na poslední chvíli odvoláno kvůli „problémům s managementem“.
Greg Lake 21. prosince 2006 přednesl skladbu „Karn Evil 9“ společně s Trans Siberian Orchestra v Nassau Coliseum v Uniondale v New Yorku.

### Úmrtí
Zemřel v Londýně dne 7. prosince 2016 ve věku 69 let po boji s rakovinou.

## Sólová diskografie
Alba
- 1981 Greg Lake
- 1983 Manoeuvres
- 1995 King Biscuit Flower Hour Presents Greg Lake In Concert
- 1997 The Greg Lake Retrospective: From The Beginning
- 1998 From The Underground: The Official Bootleg
- 2000 Live
- 2002 Nuclear Attack
- 2007 Greg Lake (Kompilace)

Singly
- 1981 Love You Too Much
- 1981 Let Me Love You Before You Go
- 1981 For Those Who Dare
- 1981 It Hurts
- 1983 A Woman Like You